# 壱岐もの屋
壱岐もの屋（いきものや）は、平山旅館が運営する長崎県壱岐島の特産品販売サイト。

## 概要
壱岐もの屋は、長崎県壱岐市勝本町にある創業五〇年の老舗旅館平山旅館が運営するネットショップである。壱岐の"者"が売るという意味と壱岐の"物"を販売するということにかけた名前である。ネットショップの運営は、長男の嫁であり、神奈川県保土ヶ谷区出身の若女将平山佐知子がデジタル女将が行う。
「壱岐島の恵みを少しでも全国の人に知ってもらう」旅館の一室である「からへえの間」で、何か島のためになることをしたいと何人かの心ある有志が集まり、名産を肴に焼酎を酌み交わしながら発案された。

名物は、旅館のまかないからはじまった「島茶漬け」、天然鴨鍋など。

## 沿革
- 2001年 - 壱岐もの屋楽天市場出店
- 2002年 -日本オンラインショッピング大賞最優秀賞受賞
- 2003年 -SOHOドメインホームページ大賞審査員奨励賞
- 2004年 - 壱岐もの屋本店オープン
- 2005年 - シックスアパート賞受賞